# Geheimrat
Der Geheime Rat, zeitgenössisch und lokal unterschiedlich auch Geheimder Rath oder Geheimbter Rath, später verkürzt zu Geheimderat oder Geheimrat, war in den Territorialstaaten des Heiligen Römischen Reichs ein Beraterkollegium, das den jeweiligen Landesfürsten in der Ausübung seiner Herrschaft unterstützte. Das Geheime Ratskollegium entsprach einer Regierung, wobei aber die Regierungsbehörden im Absolutismus allein den Landesherren unterstanden und oft noch nicht in eigene Zuständigkeitsbereiche (Portefeuilles) mit verantwortlichen Ministern und entsprechenden Beamtenstäben aufgeteilt waren; dies erfolgte erst durch die allmähliche Einführung von Ministerien. Den Vorsitz des relativ kleinen, manchmal auch „Geheimer Staatsrat“ genannten Gremiums führte meist der Landesherr persönlich, der am Ende auch alleine entschied.
Die Mitglieder des Geheimen Ratskollegiums führten Titel wie Wirklicher Geheimer Rat oder Geheimrat. Im 19. Jahrhundert verlor die Bezeichnung an Exklusivität. Sie wurde nun zu einem nichtakademischen Titel höherer und höchster Beamter, wie beispielsweise „Erster Wirklicher Geheimrat“, „Wirklicher Geheimrat und Ministerialdirektor“, „Geheimer Regierungsrat“ oder „Geheimer Rechnungsrat“.
Entsprechend ist der Geheimratstitel ein früher Vorläufer der bundesdeutschen Amtsbezeichnungen Ministerialdirektor, Ministerialrat und Regierungsrat (vgl. Rat (Amtsbezeichnung)). Zudem ist er verwandt mit dem österreichischen Hofrat.

## Geschichte
Die Bedeutung des Titels leitet sich von einer früheren Nebenbedeutung des Wortes „geheim“ ab, welches auch so viel wie „vertraut“ bedeuten konnte. Der Geheimrat war folglich der vertraute – der ins Vertrauen gezogene – Ratgeber seines Herrn. Im Geheimen Rat waren anfangs noch ständische Elemente vertreten, bald jedoch überwog das reine Beamtentum. Die verschiedenen Zweige der landesherrlichen Verwaltung fanden in ihm eine Anlaufstelle und oft auch einen Hebel, eigene Interessen und Absichten durchzusetzen oder zumindest in das Blickfeld des Herrschers zu rücken. Der Geheime Rat ermöglichte andererseits eine planmäßige Organisation der gesamten Verwaltung. Er war damit die wichtigste Handhabe zur Befestigung der landständischen Mitregierung und zur Erweiterung und Durchführung der landesherrlichen (öffentlichen) Gewalt.
Die Entwicklung in Deutschland verlief anfangs ähnlich wie in Frankreich, wo der Conseil du Roi bereits im 15. Jahrhundert zur Ausübung der königlichen Verordnungsgewalt diente. Die deutschen Ratskollegien hießen je nach Land oder Ära unterschiedlich, so etwa Geheimer Rat (Habsburgermonarchie), Geheimes Ratskollegium (Brandenburg-Preußen), Geheimes Konseil (Weimar), Geheimes Kabinett (Sachsen-Weimar-Eisenach). In freien und Reichsstädten entsprach dem Geheimen Rat der sogenannte „Kleine Rat“, der mit dem Stadtoberhaupt tagte und für die Finanz- und Außenpolitik dieser Stadtstaaten zuständig war. Neben den personell eng gefassten Geheimgremien existierten oft sogenannte „Große Räte“ oder „Große Staatsräte“, die mehr Mitglieder umfassten, politisch aber meist weniger Einfluss besaßen.
Die Einrichtung verantwortlicher Ministerien, das Aufkommen des Konstitutionalismus und die zunehmende Mitwirkung der Volksvertretungen bei der Gesetzgebung schmälerten den Geheimen Rat in seiner Bedeutung. Trotzdem hielt sich manche derartige Körperschaft noch für einige Zeit als begutachtendes Kollegium in Verfassungs- oder Gesetzgebungsfragen, so der Staatsrat in Preußen. Daneben gab es einen Staatsrat in Bayern und seit 1879 auch in Elsaß-Lothringen. In Württemberg existierte noch von 1816 bis 1911 ein Geheimer Rat.

## Individueller Beamtentitel

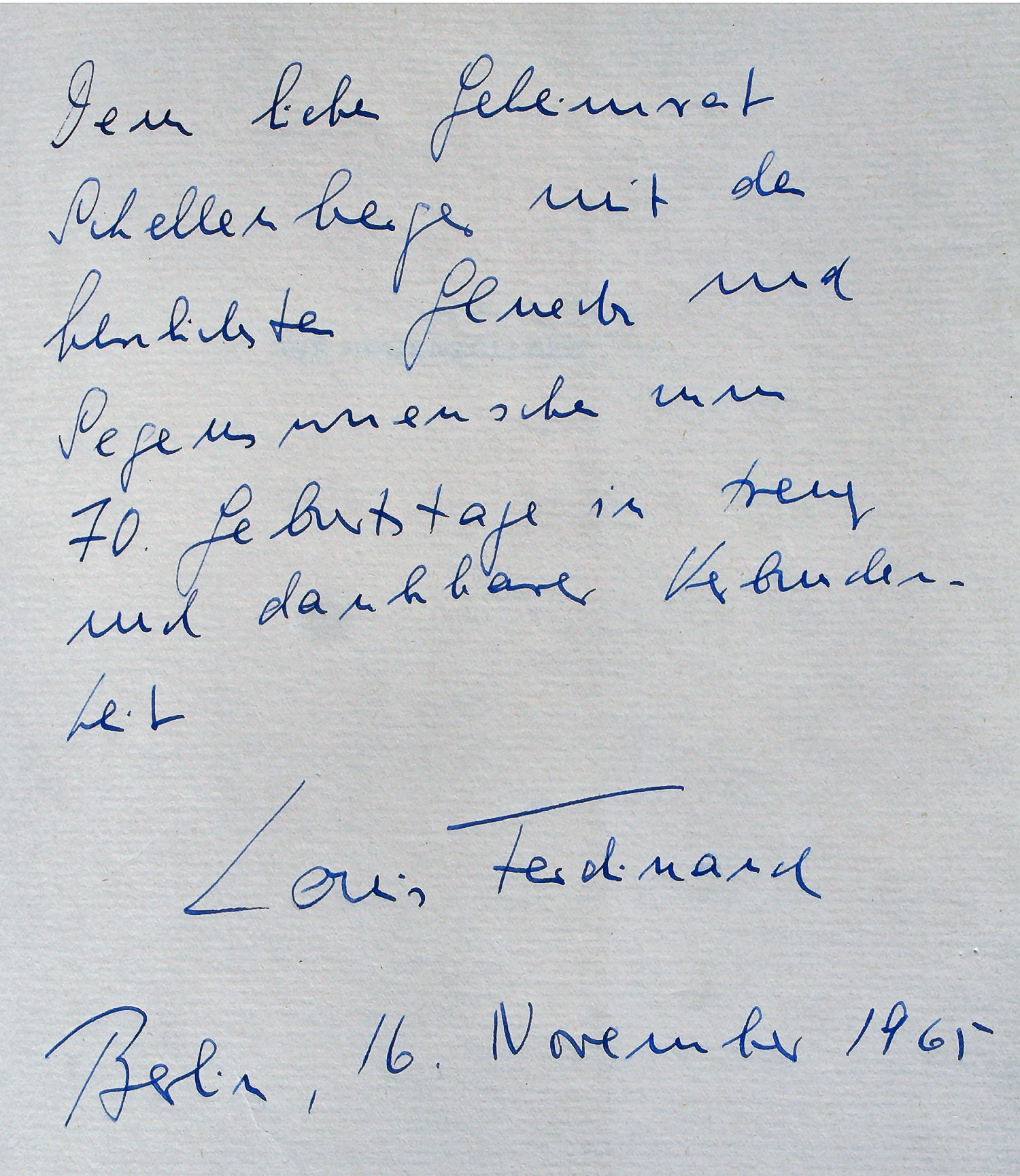
1965: Anrede „Dem lieben Geheimrat Schellenberger“; Gratulationgrüße von Louis Ferdinand von Preußen

In Deutschland waren später Wirklicher Geheimer Rat bzw. Geheimer Rat die Titel der obersten Beamten, namentlich der Ministerialdirektoren, der Vortragenden Räte in den Ministerien, der ersten Räte in den Kollegien und so weiter. In der Regel war der Titel dann mit einem Zusatz verbunden, aus dem das Ressort hervorging, in dem der betreffende Rat beschäftigt war, zum Beispiel „Geheimer Regierungsrat“ oder „Geheimer Finanzrat“.
Auch als bloßer Titel wurde „Geheimer Rat“ zur Auszeichnung verliehen, an verdiente, leitende Beamte, ohne dass damit eine Änderung der Funktion verbunden war, oder auch an Männer außerhalb des Staatsdienstes; insbesondere der Geheime Medizinalrat an Ärzte, der Geheime Kommerzienrat und der Geheime Kommissionsrat an hervorragende Kaufleute und Industrielle, der Geheime Ökonomierat an verdiente Landwirte und so weiter.

### Preußen
In Brandenburg-Preußen wurden die Mitglieder des Geheimen Rates seit der Mitte des 17. Jahrhunderts Wirklicher Geheimer Rat genannt, im Unterschied zu den Mitgliedern des Generaldirektoriums, des Justiz- und des Kabinettsministeriums, die nur den Titel Geheimrat führten. In der Regel war der Titel dann mit einem Zusatz verbunden, aus dem das Ressort hervorging, in dem der betreffende Rat beschäftigt war, zum Beispiel „Geheimer Regierungsrat“ oder „Geheimer Finanzrat“. Später wurde der Titel Wirklicher Geheimer Rat als Auszeichnung an höchste Beamte verliehen. Der Titel war mit dem Prädikat Exzellenz verbunden. Seit der Publikation der ersten brandenburgisch-preußischen Hofrangordnung von 1688 rangierten die preußischen Wirklichen Geheime Räte mit den Generalleutnanten, zuletzt im Preußisches Hofrangreglement von 1878, das bis 1918 in Kraft blieb. Nur für eine kurze Zeit, von 1705 bis 1713, entsprachen die preußischen Wirklichen Geheimen Räte den Generalen der Kavallerie bzw. den Generalen der Infanterie. Die nach ihnen stehenden (Titular-)Geheimräte rangierten damals zwischen den Generalmajoren und den Obristen, dann nur noch mit den Obristen. Zuletzt waren Wirklicher Geheimrat und Titular-Geheimrat bloße Ehrentitel mit bestimmten Rechten, jedoch keine konkreten Rang- bzw. Amtsbezeichnungen mehr. Deren Rolle nahmen seit dem frühen 19. Jahrhundert die Räte 1. bis 4. Klasse ein, wobei die Räte 1. Klasse mit den Generalmajoren gleichauf waren, und die Räte 4. Klasse mit den Majoren. Die Subalternbeamten, wie Kanzlei- oder Rechnungsräte, erhielten in Preußen nach längerer Dienstzeit den Titel Geheimer Rat.
In nichtöffentlichem Rahmen verwendete das Haus Hohenzollern den Titel bis nach dem Zweiten Weltkrieg weiter. Beispielsweise gratulierte Louis Ferdinand von Preußen 1965 Kurt Oswald Reinhold Schellenberger (1895–1977) persönlich zu dessen 70. Geburtstag mit den Worten: „Dem lieben Geheimrat Schellenberger […]“.

### Österreich
Durch das Ende des kaiserlichen Geheimen Rats als Gremium nach Gründung der Geheimen Konferenz wurde die ursprüngliche Amtsbezeichnung immer mehr zum Titel für Gesandte, hohe Staatsbeamte und Militärs. Nach dem Ende des Heiligen Römischen Reiches hielt sich der „Geheime-Raths-Titel“ auch im Kaisertum Österreich und danach in der Österreichisch-Ungarischen Monarchie bis zu deren Abschaffung 1918. Mit dem Titel war weiterhin die Anrede Exzellenz verbunden. Die Geheimen Räte stellten die Spitze des kaiserlichen Hofstaates und wurden auch im Hof- und Staatshandbuch aufgeführt. Großkreuze des Militär-Maria-Theresien-Ordens, des Stephansordens, des Leopoldsordens und Ritter I. Klasse des Ordens der Eisernen Krone trugen ebenfalls den Geheimratstitel. Mit Schaffung der Republik wurde die Führung dieses Titels durch das Adelsaufhebungsgesetz (1919) untersagt und strafbar gemacht.
Geheimrat ist daher heute nicht, wie manchmal fälschlich angenommen wird, ein österreichischer Amtstitel. Als Rangbezeichnung respektive Auszeichnung („Berufstitel“) wird hingegen bis heute der Titel „Hofrat“ verwendet (obwohl es seit der Ausrufung der Republik auch keinen „Hof“ mehr gibt). Den Titel „Wirklicher Hofrat“ trugen in der Republik nur Beamte der zweithöchsten Dienstklasse (der auf militärischem Gebiet der Rang eines Brigadiers oder Generalmajors des österreichischen Bundesheeres entspricht), um den Amtstitel „Hofrat“ vom gleichlautenden Berufstitel (ohne den Zusatz „wirklicher“) unterscheiden zu können. Der Zusatz wurde auf Bundesebene bei einer Reform der Amtstitelordnung abgeschafft; bei Landesbeamten gibt es ihn teilweise noch immer.

### Andere Staaten
In dem Herzogtum (seit 1806 Königreich) Württemberg existierten alternativ Titel und Gremium des Oberhofrats, in dem Kurfürstentum (seit 1806 Großherzogtum) Baden, aber auch im Preußen des 19. Jahrhunderts, gab es daneben noch den Titel des Geheimen Hofrats.
Nach 1918 wurde der Titel Geheimrat in Deutschland noch vom Freistaat Bayern als Auszeichnung weiterverliehen (belegt unter anderem durch die Titelverleihungen an Paul Wolters und August Brehm). Letzter von der Königlich Bayerischen Regierung ernannter Geheimer Hofrat war 1918 der Chirurg Ferdinand Sauerbruch gewesen.